# John Kasich
John Richard Kasich, né le 13 mai 1952 à McKees Rocks (Pennsylvanie), est un homme politique américain, membre du Parti républicain. Il est élu à la Chambre des représentants des États-Unis de 1983 à 2001 et est gouverneur de l'Ohio de 2011 à 2019. 
Il se présente sans succès aux primaires présidentielles de son parti en 2016.

## Biographie
John Kasich naît en 1952 en Pennsylvanie de parents tchèque et croate immigrés.
Il représente à neuf reprises, de 1983 à 2001, la douzième circonscription de l'Ohio à la Chambre des représentants des États-Unis. Durant son mandat, il préside durant six ans la commission au budget fédéral (House Budget Committee), et durant dix-huit ans la commission des forces armées. Il a notamment joué un rôle important dans le passage de la loi PRWORA (en) et de la loi sur l'équilibre budgétaire de 1997 (en).

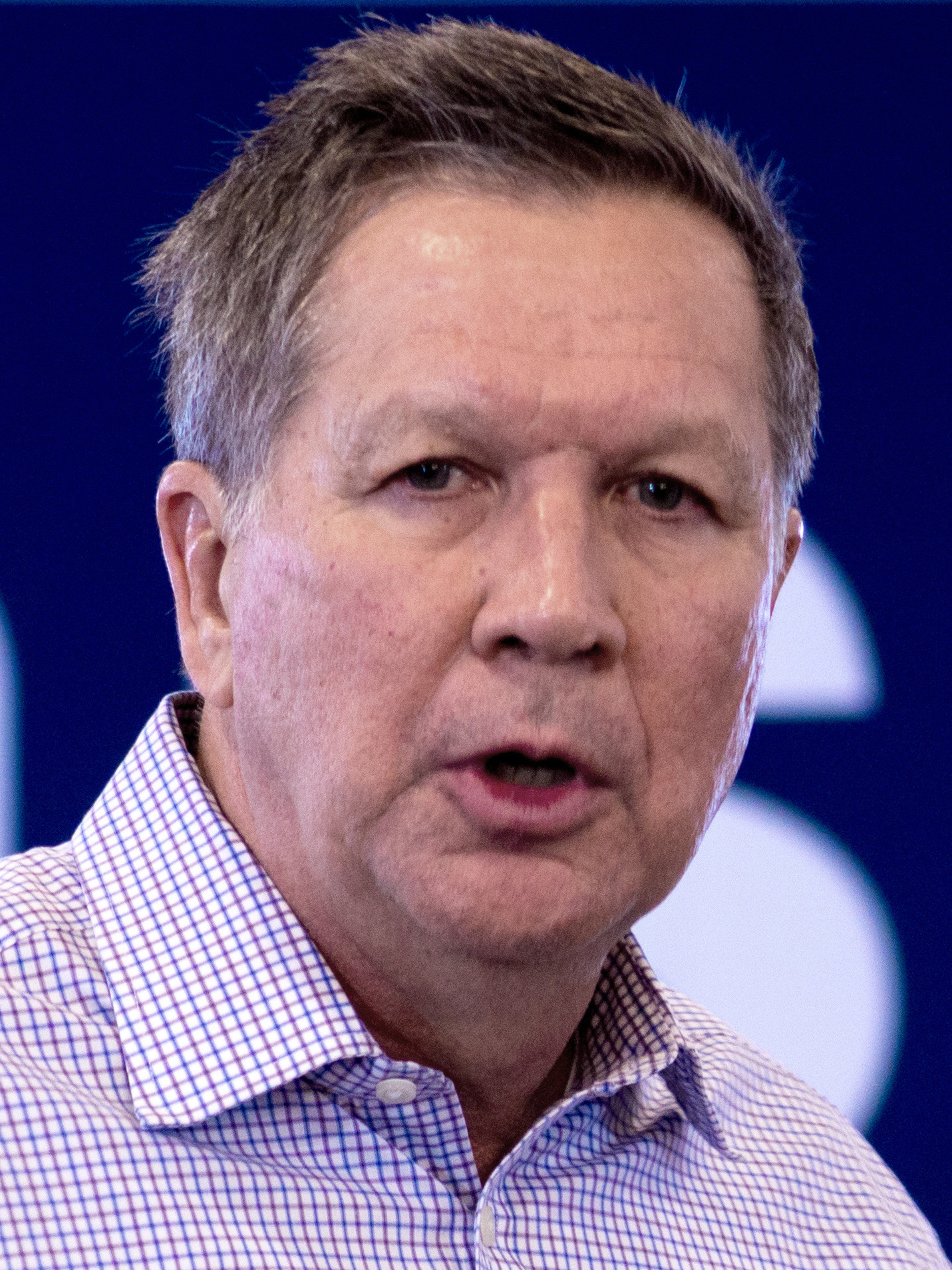
John Kasich en janvier 2016.

En 2010, il est élu à la tête de l'Ohio par deux points d'avance au total (49 %) sur le gouverneur démocrate sortant Ted Strickland (47 %) et entre en fonctions l'année suivante.
Le 21 juillet 2015, il annonce sa candidature à la primaire républicaine en vue de l'élection présidentielle américaine, depuis l'université de Columbus, dans l'Ohio. Il est présenté comme le « candidat favori des entreprises et des républicains classiques ». 
Selon Le Monde : « Au cours de la campagne, le gouverneur de l’Ohio a accumulé les soutiens de prestigieux titres de presse sans jamais réussir à convertir cette opinion favorable en bulletins de vote. En septembre, le site conservateur Redstate l’avait d’ailleurs défini comme une sorte d’« idiot utile », en le définissant comme « un républicain pour ceux qui n’aiment pas les républicains ». Encouragé en février par un électeur du parti adverse, il en avait plaisanté : « J’aurais dû me présenter à la primaire démocrate. ». »
Malgré la faible attention médiatique accordée à sa campagne en raison de la faiblesse des intentions de vote en sa faveur dans les enquêtes d'opinion, il parvient à créer la surprise lors de la primaire du New Hampshire. Il finit deuxième du scrutin, récoltant près de 45 000 voix, soit environ 15,8 % des suffrages exprimés, derrière Donald Trump. Cette performance ne lui permet cependant pas de se hisser dans le trio de tête des candidats républicains, composé de Donald Trump, Ted Cruz et Marco Rubio.
Le 15 mars 2016, il gagne cependant pour la première fois un État, le sien, récoltant plus de 900 000 voix, soit environ 46,8 % des suffrages exprimés, contre seulement 35,6 % pour le favori, Donald Trump. Il a reçu le soutien d'Arnold Schwarzenegger huit jours auparavant, qui l'apprécie pour son positionnement modéré face aux idées qu'il juge extrémistes des autres candidats.
Le 4 mai 2016, face à la quasi-inévitabilité de la nomination de Donald Trump comme candidat officiel du Parti républicain après le retrait de Ted Cruz, il se retire à son tour officiellement de la course républicaine.
En 2020, il intervient lors de la convention démocrate en appelant à voter pour le candidat démocrate Joe Biden lors de l'élection présidentielle de novembre,.

## Prises de position
Il soutient Joe Biden à l'élection présidentielle de 2020 contre son parti par opposition à Donald Trump.
Il défend le droit à la vie de sa conception à sa fin naturelle, il est donc opposé à un quelconque droit au suicide ou à l'avortement, sauf si la vie de la mère est en danger ou en cas de viol.